# Lista de jogos mais vendidos para Wii U

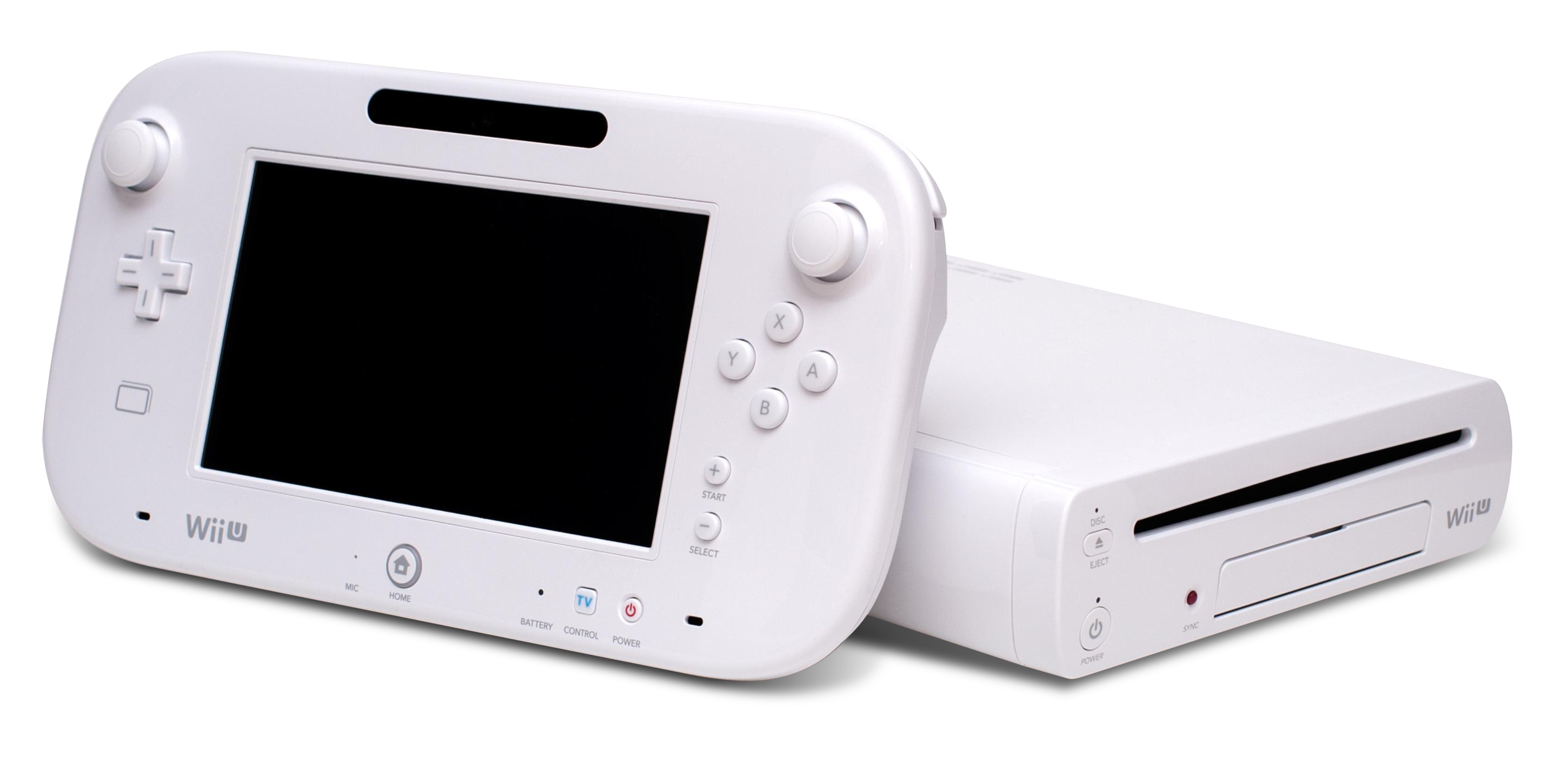
Um Wii U (à direita) e um Wii U GamePad (à esquerda)

Esta é uma lista dos jogos eletrônicos do Wii U que venderam pelo menos um milhão de unidades. Inclui jogos que foram vendidos em lojas de varejo e baixados digitalmente pela Nintendo eShop. Jogos lançados como pacotes também são contados. 

## Lista
| Pos. | Jogo                                    | Vendas totais | Lançamento             | Desenvolvedora                       | Publicadora                       |
| ---- | --------------------------------------- | ------------- | ---------------------- | ------------------------------------ | --------------------------------- |
| 1    | Mario Kart 8                            | 8.440.000     | 29 de maio de 2014     | Nintendo EAD Group No. 1             | Nintendo                          |
| 2    | Super Mario 3D World                    | 5.830.000     | 21 de novembro de 2013 | Nintendo EAD 1-Up Studio             | Nintendo                          |
| 3    | New Super Mario Bros. U                 | 5.790.000     | 18 de novembro de 2012 | Nintendo EAD                         | Nintendo                          |
| 4    | Super Smash Bros. for Wii U             | 5.370.000     | 21 de novembro de 2014 | Sora Ltd. Bandai Namco Entertainment | Nintendo                          |
| 5    | Nintendo Land                           | 5.190.000     | 18 de novembro de 2012 | Nintendo EAD Group No. 2             | Nintendo                          |
| 6    | Splatoon                                | 4.940.000     | 28 de maio de 2015     | Nintendo EAD                         | Nintendo                          |
| 7    | Super Mario Maker                       | 4.010.000     | 11 de setembro de 2015 | Nintendo EAD                         | Nintendo                          |
| 8    | New Super Luigi U                       | 3.050.000     | 20 de junho de 2013    | Nintendo EAD                         | Nintendo                          |
| 9    | The Legend of Zelda: The Wind Waker HD  | 2.310.000     | 20 de setembro de 2013 | Nintendo EAD Group No. 3             | Nintendo                          |
| 10   | Mario Party 10                          | 2.220.000     | 20 de março de 2015    | Nd Cube Nintendo SPD                 | Nintendo                          |
| 11   | Wii Party U                             | 1.580.000     | 25 de outubro de 2013  | Nd Cube Nintendo SPD                 | Nintendo                          |
| 12   | The Legend of Zelda: Breath of the Wild | 1.500.000     | 3 de março de 2017     | Nintendo EPD                         | Nintendo                          |
| 13   | Yoshi's Woolly World                    | 1.370.000     | 16 de julho de 2015    | Good-Feel                            | Nintendo                          |
| 14   | Hyrule Warriors                         | 1.000.000     | 14 de agosto de 2014   | Omega Force Team Ninja               | JP: Koei Tecmo AN / PAL: Nintendo |
| 15   | Pokkén Tournament                       | 1.000.000     | 18 de março de 2016    | Bandai Namco Studios                 | The Pokémon Company               |

Total de vendas de jogos do Wii U até 31 de dezembro de 2019: 103.01 milhões